# Calcio ai XIX Giochi panamericani
I tornei di calcio ai XIX Giochi panamericani di Santiago del Cile si svolgono dal 22 ottobre al 4 novembre 2023. Gli incontri del torneo maschile si disputeranno allo Stadio Sausalito di Viña del Mar, mentre quelli del torneo femminile avranno luogo allo Stadio Elías Figueroa Brander di Valparaiso. Ai tornei, sia maschile che femminile, prenderanno parte otto squadre, che al primo turno saranno divise in due gruppi da 4 squadre ciascuno. Nel torneo maschile, come ai Giochi Olimpici, parteciperanno squadre composte da giocatori di un'età massima di 23 anni, con la possibilità di includere tre "fuori quota" senza limite di età.

## Qualificazioni
Il Cile in entrambi i tornei è qualificato come paese ospitante, insieme ad altre sette squadre qualificatesi nei tornei validi per la qualificazione. In campo femminile le nazionali di Brasile e Colombia, già qualificate per i Giochi Olimpici di Parigi 2024 per essere state le prime due classificate della Copa América Femenina 2022, non competono in questo torneo.

### Torneo maschile
| Evento                                           | Evento                                          | Data10                      | Luogo    | Quota | Qualificata              |
| ------------------------------------------------ | ----------------------------------------------- | --------------------------- | -------- | ----- | ------------------------ |
| Paese ospitante                                  | Paese ospitante                                 | —                           | —        | 1     | Cile                     |
| Campionato nordamericano di calcio Under-20 2022 | Campione                                        | 18 giugno-3 luglio 2022     | Honduras | 1     | Stati Uniti              |
| Campionato nordamericano di calcio Under-20 2022 | Miglior caraibica                               | 18 giugno-3 luglio 2022     | Honduras | 1     | Rep. Dominicana          |
| Campionato nordamericano di calcio Under-20 2022 | Miglior centroamericana                         | 18 giugno-3 luglio 2022     | Honduras | 1     | Honduras                 |
| Campionato nordamericano di calcio Under-20 2022 | Miglior nordamericana                           | 18 giugno-3 luglio 2022     | Honduras | 1     | Messico                  |
| Campionato sudamericano di calcio Under-20 2023  | Campionato sudamericano di calcio Under-20 2023 | 19 gennaio-12 febbraio 2023 | Colombia | 3     | Brasile Colombia Uruguay |
| Totale                                           |                                                 |                             |          | 8     |                          |

### Torneo femminile
| Evento                                                     | Evento                                                     | Data10           | Luogo    | Quota | Qualificata                          |
| ---------------------------------------------------------- | ---------------------------------------------------------- | ---------------- | -------- | ----- | ------------------------------------ |
| Paese ospitante                                            | Paese ospitante                                            | —                | —        | 1     | Cile                                 |
| CONCACAF Women's Championship 2022                         | Campione                                                   | 4-18 luglio 2022 | Messico  | 1     | Stati Uniti                          |
| CONCACAF Women's Championship 2022                         | Miglior caraibica                                          | 4-18 luglio 2022 | Messico  | 1     | Giamaica                             |
| CONCACAF Women's Championship 2022                         | Miglior centroamericana                                    | 4-18 luglio 2022 | Messico  | 1     | Costa Rica                           |
| CONCACAF Women's Championship 2022                         | Miglior nordamericana                                      | 4-18 luglio 2022 | Messico  | 1     | Canada Messico                       |
| Copa América Femenina 2022 (dalla 3ª alla 5ª classificata) | Copa América Femenina 2022 (dalla 3ª alla 5ª classificata) | 8-30 luglio 2022 | Colombia | 3     | Argentina Paraguay Venezuela Bolivia |
| Totale                                                     |                                                            |                  |          | 8     |                                      |

1. ↑  Il Canada ha rinunciato a partecipare per problemi di programmazione, il suo posto è stato preso dal Messico.[6]
2. ↑  Il Cile è arrivato quinto nella competizione, ma essendo qualificato come paese ospitante ha lasciato libero il posto al Venezuela 6º classificato.
3. ↑  La Bolivia ha preso il posto del Venezuela, che ha rinunciato all'ultimo momento per problemi nel reclutamento delle giocatrici.[7]

## Calendario
| G | Fase a gironi | SF | Semifinali | B | Finale 3º posto | F | Finale 1º posto |

| Evento ↓ / Data → | Dom 22 | Lun 23 | Mar 24 | Mer 25 | Gio 26 | Ven 27 | Sab 28 | Dom 29 | Lun 30 | Mar 31 | Mer 01 | Gio 02 | Ven 03 | Ven 03 | Sab 04 | Sab 04 |
| ----------------- | ------ | ------ | ------ | ------ | ------ | ------ | ------ | ------ | ------ | ------ | ------ | ------ | ------ | ------ | ------ | ------ |
| Uomini            |        | G      |        |        | G      |        |        | G      |        |        | SF     |        |        |        | B      | F      |
| Donne             | G      |        |        | G      |        |        | G      |        |        | SF     |        |        | B      | F      |        |        |

## Podi
| Evento                      | Oro     | Argento | Bronzo      |
| Torneo maschile (dettagli)  | Brasile | Cile    | Messico     |
| Torneo femminile (dettagli) | Messico | Cile    | Stati Uniti |